# Kevin Mier
Kevin Leonardo Mier Robles (ur. 18 maja 2000 w Barrancabermeja) – kolumbijski piłkarz występujący na pozycji bramkarza, od 2024 roku zawodnik meksykańskiego Cruz Azul.